# 國民黨左派省黨部舊址
國民黨左派省黨部舊址位於重慶市市中區蓮花池，文物遺址年代為1926-1927年，1983年12月1日列為重慶市第一批市級文物保護單位。1995年11月被拆除。

## 簡介
舊址坐落在蓮花池街6號。是一幢中西式磚木結構建築，一樓一底，坐西向東，通高11米，西闊25米，進深10.4米，占地338平方米。在第一次國共合作時期，1926年2月，中國國民黨中央委員會常務委員會解散原石青陽等的四川省臨委，選舉李筱亭等為四川臨時執委。4月，遷蓮花池辦公，習稱蓮花池省黨部。